# Торелли
Торелли (итал. Torelli) — итальянская аристократическая династия, чьими владениями были графства Гвасталла и Монтекьяруголо. По утверждению поляков, ветвь семьи, обосновавшаяся в Польше, известна под фамилией Понятовские.

## Семья
Первые представители рода были гражданами Феррары и в XII веке вассалами и ленниками Равеннского архиепископа. Салингверра II в 1206—1240 годах боролся за власть над Феррарой с представителями рода д'Эсте, в конце концов, проиграв им и уйдя в изгнание.
Его внуками были блаженный Торелло, валломброзский отшельник, и Салингверра III, который в 1309 году опять контролировал Феррару.
Гвидо (1379—1449) был самым выдающимся представителем рода: капитан на службе у Гонзага, Эсте и с 1415 года — у миланского герцога Филиппо Мария Висконти. Он получил титул графа Гуасталлы и Монтекьяруголо (которые были суверенными), а также феод Казеи-Джерола и викарство Сеттимо на павианских землях.
В 1456 году его сыновья Кристофоро и Пьетро Гвидо разделили земли: первый получил Монтекьяруголо и Казеи, второй Гвасталлу и Сеттиму.
Потомком Кристофоро был граф Пио, который в 1612 году несправедливо казнен по обвинению в заговоре против Рануччо I Фарнезе, герцога Пармы. Графство Монтекьяруголо было конфисковано последним.
Его племянник Джузеппе Салингуерра женился на Софии Среневой, госпоже Понятова, и стал родоначальником Понятовских, из которых произошел последний король Польши Станислав Понятовский. От Гвидо, младшего сына Кристофоро, произошла линия маркизов Казеи, угасшая в 1825 году.
Линия прямых потомков Пьетро Гвидо угасло в 1569 году на Лудовике, которая продала графство Гвасталло в 1539 году роду Гонзага. Младшая линия графов Сеттимо угасла в 1688 году.